# Лідія Беатович
Лідія Беатович (нар. 29 жовтня 1966, Сень) — сербська та югославська письменниця наукової фантастики. Публікувала прозу в журналах НФ Алеф, Сириус і Знак Сагите, а також у Балкански књижевни гласник. За оповідання Нагорода «Удно палісад» отримала нагороду «Лазар Комарчич» за найкраще оповідання 2007 року.
З 1992 року живе і працює в Південно-Африканській Республіці.

## Важливі антології та літературні добірки
Представлена в антологіях фантастичних оповідань:
- «Темний вілаєт», ред. Бобан Кнежевич, Белград (1988)
- «Темна зірка», спеціальний додаток до журналу Pressing, редагований Деяном Огняновичем, Ніш, (2005)
- «Укус пристрасті (оповідання еротичної фантастики)», за редакцією Павла Зеліча, «Лазар Комарчич», Товариство шанувальників фентезі, (2007).
- «Хороший улов» (2008)
- «Міські казки 3 — Фентезі» (2008)
- «Міські казки 4 — Водяний млин» (2008)